# Lordopini
Lordopini es una tribu de insectos coleópteros curculiónidos pertenecientes a la subfamilia Entiminae. 

## Géneros
- Acanthobrachis – Aeuryomus – Alocorhinus – Anidopsis – Atomorhinus – Aulametopus – Conidus – Conothorax – Deroconus – Diaprosomus – Dioryrhinus – Elytroxys – Eudmetus – Eurylobus – Euryomus – Euscapus – Euthyreus – Eutypus – Granadia – Hemieuryomus – Hypoptophila – Hypoptus – Hypsonotolobus – Hypsonotus – Lasiocnemoides – Lasiopus – Leptodomus – Lordopella – Lordops – Merodontus – Microstictius – Nesolordops – Omoionotus – Orthocnemus – Pachyconus – Prasocella – Pseudhypoptus – Rescapus – Stenorhinus – Sulla – Tomometopus – Tomorhinus – Trichocnemus – Tropidorrhinus